# Boston (Philippines)
Pour les articles homonymes, voir Boston (homonymie).
Boston est une localité de la province du Davao oriental, aux Philippines. En 2015, elle compte 13 535 habitants.